# Eugenio Camillo Costamagna
Pour les articles homonymes, voir Costamagna.
Eugenio Camillo Costamagna  (né en 1864 à San Michele Mondovì et mort en 1918 à Milan) est un journaliste italien qui fut l'un des fondateurs du quotidien sportif italien La Gazzetta dello Sport.